# Scythris elegantella
Scythris elegantella is een vlinder uit de familie dikkopmotten (Scythrididae). De wetenschappelijke naam is voor het eerst geldig gepubliceerd in 1955 door D. Lucas.
De soort komt voor in Europa.